# Talisay (Negros Occidental)
Talisay è una città componente delle Filippine, situata nella Provincia di Negros Occidental, nella Regione di Visayas Occidentale.
Talisay è formata da 27 baranggay:
- Bubog
- Cabatangan
- Concepcion
- Dos Hermanas
- Efigenio Lizares
- Katilingban
- Matab-ang
- San Fernando
- Zone 1 (Pob.)
- Zone 2 (Pob.)
- Zone 3 (Pob.)
- Zone 4 (Pob.)
- Zone 4-A (Pob.)
- Zone 5 (Pob.)

- Zone 6 (Pob.)
- Zone 7 (Pob.)
- Zone 8 (Pob.)
- Zone 9 (Pob.)
- Zone 10 (Pob.)
- Zone 11 (Pob.)
- Zone 12 (Pob.)
- Zone 12-A (Pob.)
- Zone 14 (Pob.)
- Zone 14-A (Pob.)
- Zone 14-B (Pob.)
- Zone 15 (Pob.)
- Zone 16 (Pob.)